# Lee Harris
Lee Harris, né le 20 juillet 1962 à Londres, est le batteur de Talk Talk de 1982 à la dissolution du groupe, en 1991. Après cette date, il rejoint Paul Webb, ancien bassiste du groupe, et tous deux forment .O.rang, collectif post-rock qui publie deux albums. Parallèlement, il collabore avec Bark Psychosis, groupe d'assez grande influence sur le post-rock britannique.